# Дисграфия
Дисграфия (или аграфия) е разстройство на възможността за писане. Разстройството не се дължи на умствена изостаналост при децата. Писането при дисграфия е „разкривено във всички посоки, без спазване на редовете и е нечетливо“. Преписването на текст също е затруднено, бавно и съпътствано от множество правописни грешки. Овладяването на ръкописните букви е силно затруднено, като персистират повтарящи се грешки при изписването по подобен начин ръкописни букви (п-т, и-ш и др.). Освен на нарушения във фината моторика разстройството може да се дължи и на проблем във визуално-двигателната интеграция.
Дисграфията се среща много по-често при деца страдащи от:
- хиперкинетично разстройство с нарушение на вниманието (ХРНВ);
- генерализирани разстройства на развитието;
- Синдром на Турет и др.

В Международната класификация на болестите 10 ревизия (МКБ-10), разстройството се кодира в рубриката F81.8 – Други специфични нарушения на училищните умения.

### На английски език
- An interactive educational resource that looks beyond the myths of Dyslexia: Produced by Knowledge Network Архив на оригинала от 2009-08-10 в Wayback Machine.
- Inland Empire Dyslexia Branch Архив на оригинала от 2006-01-02 в Wayback Machine.
- NINDS Dysgraphia Information Page Архив на оригинала от 2016-12-02 в Wayback Machine.
- Information on dysgraphia and learning disabilities for ages ranging from early childhood through adulthood Архив на оригинала от 2009-01-17 в Wayback Machine..
- LD Online
- Dysgraphia
- Ghotit free on-line resource for dyslexia, dysgraphia spelling assistance Архив на оригинала от 2009-07-03 в Wayback Machine..